# قنتورية
بلدية قنتورية أو قنطورية (بالإسبانية: Cantoria)‏ هي بلدية تقع في مقاطعة المرية. جنوب شرق إسبانيا. يبلغ عدد سكانها 3 565 نسمة.

## وصلات خارجية
- (بالإسبانية)